# Xerostomia

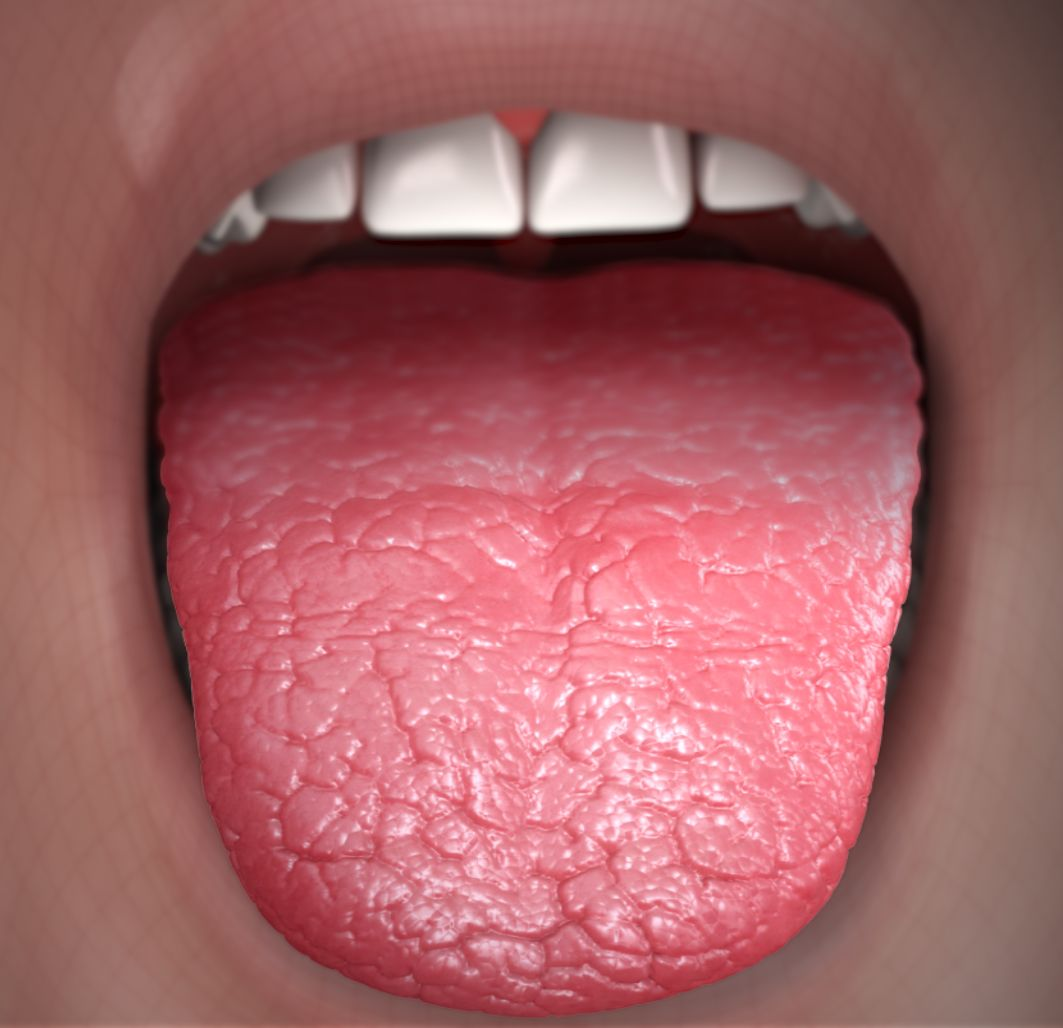
Xerostomia de llarga evolució

La xerostomia  és el terme mèdic per a la queixa subjectiva de sequedat a la boca a causa de la manca de saliva. Diverses malalties, tractaments i medicaments poden causar xerostomia. També es pot veure agreujat per fumar o beure alcohol.
La xerostomia pot causar dificultat en la parla i en l'alimentació. També condueix a l'halitosi, i un augment dramàtic en el nombre de càries, ja que ja no hi ha l'efecte protector de la saliva remineralitzant l'esmalt, i pot fer que la mucosa dels teixits periodontals i de la boca sigui més vulnerables a la infecció. L'ús recreatiu de la metamfetamina pot causar xerostomia.

## Causes
La xerostomia pot ser causada per eliminació excessiva (per exemple, per la respiració excessiva a través de la boca), o pot ser causat per la producció insuficient de saliva (anomenat hiposalivació).
La hiposalivació (mèdicament anomenada hipoptialisme o hiposiàlia), al seu torn, pot ser el senyal d'una malaltia subjacent, com ara la síndrome de Sjögren, diabetis mal controlada, o la síndrome d'Eaton-Lambert, però això no és l'habitual.
Altres causes de la producció de saliva insuficient inclouen l'ansietat, beure begudes alcohòliques, traumatisme a les glàndules salivals o als seus conductes o nervis, la deshidratació causada per la manca de suficients líquids (exercici perllongat en un dia calorós pot causar que les glàndules salivals no produeixin saliva, ja que els líquids corporals es concentren en altres llocs), la quimioteràpia i la radioteràpia. La xerostomia és un efecte secundari comú de diversos medicaments, incloent alguns antidepressius, les amfetamines i els antihistamínics, així com drogues, com ara el cànnabis i l'heroïna. Una gran part de la gent gran pateix xerostomia en certa manera, la causa més comuna és l'ús de medicaments. La producció de les glàndules salivals majors no experimenten una disminució clínicament significativa en la gent gran saludable, la queixa de boca seca de resultes de la hipofunció salival en una persona gran no es deuen a l'edat en si mateixa. Els resultats d'un estudi va suggerir que, en general, els mesuraments objectius i subjectius de les principals taxes de flux de les glàndules salivals són independents de l'edat, sexe i raça, i els signes i símptomes de sequedat a la boca en les persones grans no són una seqüela normal de l'envelliment.
Els medicaments com el metilfenidat, que s'utilitza per tractar la narcolèpsia i en el TDAH, en ser similar a la classe de les amfetamines poden causar, com a efecte secundari principal, sequedat a la boca.

## Tractament
El tractament consisteix en la recerca de les causes corregibles i eliminar-les si és possible. En molts casos no és possible corregir la pròpia xerostomia, i el tractament s'enfoca en l'alleujament dels símptomes i la prevenció de càries. Els pacients amb xerostomia han d'evitar l'ús de descongestionants i antihistamínics, i prestar especial atenció a la higiene bucal. Bevent líquids no carbonatats sense sucre amb freqüència, mastegant xiclet que contingui xilitol.
La pilocarpina (EFG, Salagen) 1c/8h pot ser receptada per al tractament de la xerostomia. La cevimelina (no comercialitzada a l'estat espanyol) ha estat proposada per al tractament de la sequedat de boca associada amb la síndrome de Sjogren. Igual que la pilocarpina, és un agonista colinèrgic.
Els substituts de la saliva amb carboximetilcel·lulosa són sovint el tractament d'elecció per a pacients amb xerostomia. Altres tractaments tòpics inclouen els trièsters de glicerol oxidats (Bexident AFT) utilitzant-los per recobrir la boca, i altres. Tots aquests productes són comercialitzades com a articles de parafarmàcia a l'Estat espanyol.